# Epiphragma terraereginae
Epiphragma terraereginae är en tvåvingeart som beskrevs av Alexander 1922. Epiphragma terraereginae ingår i släktet Epiphragma och familjen småharkrankar. Inga underarter finns listade i Catalogue of Life.